# Lista de jogos perfeitos da Major League Baseball

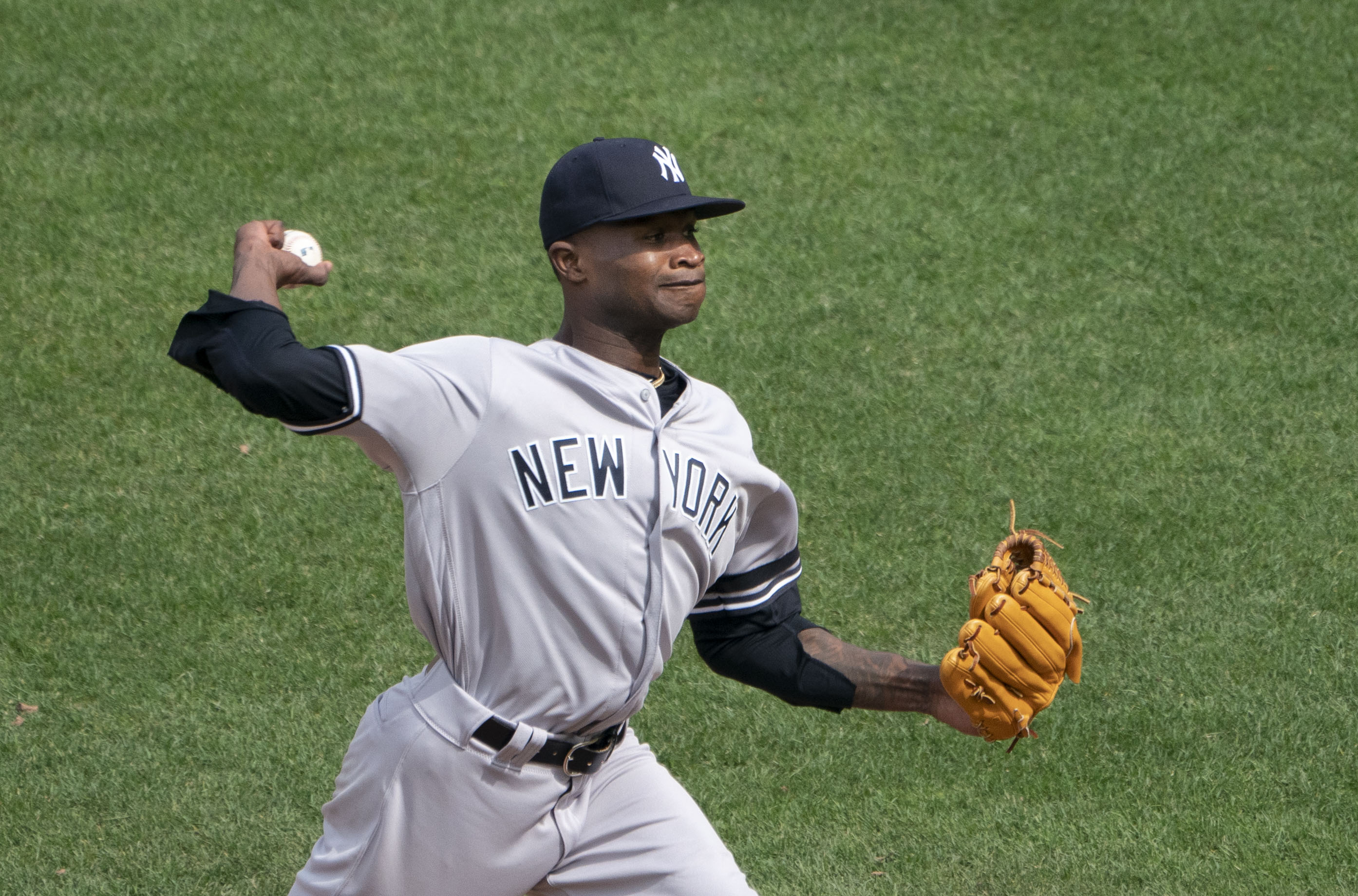
Domingo Germán, o 24º e mais recente arremessador a conseguir um jogo perfeito na história da MLB.

Em mais de 140 anos de história da Major League Baseball, e mais de 235.500 jogos, houve apenas 24  jogos perfeitos oficiais na atual definição. Nenhum arremessador conseguiu mais do que um. O jogo perfeito de Don Larsen no jogo 5 da World Series de 1956 é o único da pós-temporada na história, além de ser um de apenas dois no-hitters após a temporada regular. Os primeiros 2 jogos perfeitos da história e também os únicos da era pré-moderna na Major League, foram jogados em 1880, com 5 dias de diferença. O mais recente foi em 28 de Junho de 2023 por Domingo Germán, dos New York Yankees. Houve três jogos perfeitos em 2012, com nenhum outro ano tendo mais que dois. Em contraste, houve intervalos de 23 e 33 temporadas consecutivas em que nenhum jogo perfeito aconteceu.
Os dois primeiros arremessadores que conseguiram tal feito o fizeram em 1880, sob regras diferentes em muitos aspectos do jogo atual: por exemplo, se lançava a bola de um caixa plana que ficava à 13,71 metros do home plate, eram necessárias oito bolas para se conceder um walk, e um rebatedor não era recompensado com à ida a primeira base se fosse atingido pela bola lançada (hit by pitch). Lee Richmond, um pitcher canhoto do Worcester Ruby Legs, conseguiu o primeiro jogo perfeito. Jogou beisebol profissional por seis anos, dos quais em apenas três foi arremessador em tempo integral, terminando sua carreira com um cartel negativo. O segundo jogo perfeito foi alcançado por John Montgomery Ward do Providence Grays. Ward, um excelente arremessador, foi indicado ao Hall da Fama do Beisebol.
Embora por convenção tem-se que a era moderna da Major League Baseball começa em 1900, as regras essenciais do jogo moderno já valiam em 1893 . Naquele ano, a distância do pitching foi transferida de volta para 18,47 metros, onde permanece, e a caixa do arremessador foi substituído por uma laje de borracha contra a qual o arremessador foi obrigado a colocar o pé de trás. Duas outras mudanças de regras cruciais tinham sido feitas nos últimos anos: em 1887, a regra que recompensava um rebatedor atingido pela bola foi instituído na Liga Nacional (esta tinha sido a regra na American Association desde 1884; primeiramente pelo julgamento do impacto pelo árbitro, e no ano seguinte, de forma quase automática). Em 1889 o número de bolas necessárias para a concessão do walk foi reduzida para quatro. Assim, de 1893 em diante, os arremessadores buscaram a perfeição em um jogo cujas regras mais importantes são as mesmas de hoje, com duas exceções significativas: se conta uma  foul ball como primeiro ou segundo strikeout, executada pela Liga Nacional a partir de 1901, e pela American League dois anos mais tarde, e o uso do rebatedor designado (designated hitter) em jogos da liga americana desde a temporada de 1973.
Durante a era moderna do beisebol, 22 arremessadores conseguiram um jogo perfeito. A maioria deles jogando pelas ligas principais. Cinco são membros do Hall of Fame: Cy Young, Addie Joss, Jim Bunning, Sandy Koufax e Catfish Hunter. Um sexto, Randy Johnson, ganhou mais de 300 jogos e recebeu cinco vezes o prêmio Cy Young Award; considerado por certo de ser indicado ao Hall da Fama quando se tornar elegível em 2015. Roy Halladay recebeu duas vezes o prêmio Cy Young Awards e chamado para oito jogos All-Star Gameda MLB. David Cone venceu o prêmio Cy Young uma vez e foi chamado para cinco jogos All-Star. Outros três arremessadores que conseguiram um jogo perfeito, Dennis Martínez, Kenny Rogers e David Wells, venceram, cada um, mais de 200 jogos. Mark Buehrle esteve no All-Star cinco vezes em suas 15 temporadas (até 2014). Matt Cain foi a três All-Star, venceu duas vezes a World Series, e por duas vezes ficou entre os dez melhores do prêmio Cy Young. Félix Hernández também venceu um prêmio Cy Young Award, assim como participou de seis All-Stars. Para alguns, o jogo perfeito foi o destaque de uma carreira que, de outra maneira, seria chamada de normal. Mike Witt e Tom Browning foram bons arremessadores da liga; Browning participou uma vez do All-star com um cartel de 123-90 em 12 temporadas, enquanto Witt foi duas vezes all-star, com um cartel de 117-116 em 12 temporadas. Larsen, Charlie Robertson e Len Barker terminaram com um cartel negativo. Dallas Braden se aposentou com um cartel negativo após cinco temporadas devido à  uma lesão no ombro. Philip Humber nunca tinha lançado tanto até completar seu jogo perfeito e suas 16 vitórias na carreira até a temporada de 2013 é menos que um terço de vitórias de qualquer outro arremessador de jogo perfeito, exceto por Braden.

## Jogos perfeitos da Major League Baseball

### Século XIX
| Arremessador                               | Data                | Jogo |
| ------------------------------------------ | ------------------- | --- |
| Lee Richmond (Wor) Canhoto, 23 5 K         | 12 de Junho de 1880 | - Cleveland Blues, 0 Worcester Worcesters, 1 - Local: Worcester Agricultural Fairgrounds - Público: n.d. - Tempo: 1:26 h. - Catcher: Charlie Bennett - Umpire: Foghorn Bradley - Box score |
| John Montgomery Ward (Prov) Destro, 20 5 K | 17 de Junho de 1880 | - Providence Grays, 5 Buffalo Bisons, 0 - Local: Messer Street Grounds - Público: n.d. - Tempo: n.d. - Catcher: Emil Gross - Umpire: Charles F. Daniels - Box score                        |

#### Lee Richmond

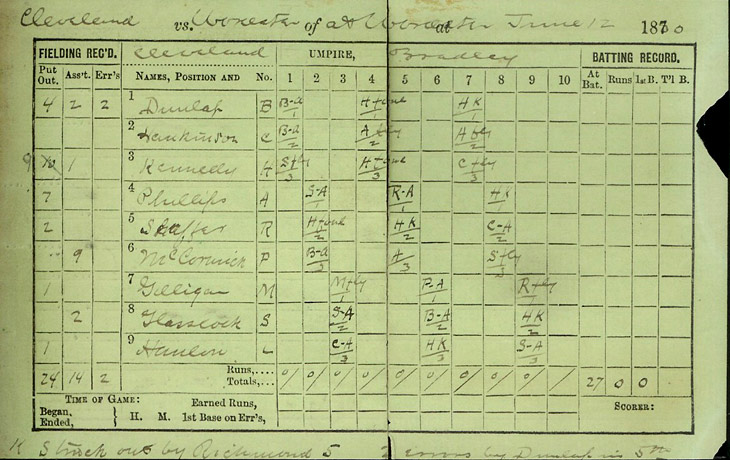
Scorecard do jogo perfeito de Richmond

Richmond estava arremessando em sua primeira temporada completa nas grandes ligas após aparecer em um jogo em 1879. Ele era, aparentemente, considerado um bom rebatedor, pois era o segundo rebatedor na lista. Um monumento marca o local do jogo em Worcester Agricultural Fairgrounds, agora parte do campus do Becker College. O feito foi reconhecido como não usual: um jornal local descreve como "o mais incrível jogo já registrado".

#### John Montgomery Ward
Monte Ward conseguiu seu jogo perfeito no parque Grays em Providence. Devido ao cara ou coroa, que era o costume de acordo com as regras da época, Buffalo foi oficialmente o time da "casa", rebatendo na segunda parte de cada entrada. Com 20 anos e 105 dias, Ward é o mais jovem arremessador a conseguir um jogo perfeito. Em 1881, ano seguinte ao seu feito, Ward passou mais tempo como um jogador de posição do que como arremessador; em 1885, como consequência de uma lesão no braço, se tornou um jogador de defesa (infielder) em tempo integral. Os cinco dias entre os jogos de Ward e Richmond é o período mais curto entre jogos perfeitos.

### Era Moderna
| Arremessador                                          | Data                   | Jogo |
| ----------------------------------------------------- | ---------------------- | --- |
| Cy Young (BOS) Destro, 37 8 K                         | 5 de Maio de 1904      | - Philadelphia A's, 0 Boston Americans, 3 - Local: Huntington Avenue Grounds, jogo de dia - Público: 10.267 - Tempo: 1:25 h. - Catcher: Lou Criger - Umpire: Frank Dwyer - Box score |
| Addie Joss (CLE) Destro, 28 74 pitches, 3 K           | 2 de Outubro de 1908   | - Chicago White Sox, 0 Cleveland Naps, 1 - Local: League Park, jogo de dia - Público: 10.598 - Tempo: 1:32 h. - Catcher: Nig Clarke - Umpire: Tommy Connolly - Box score |
| Charlie Robertson (CHW) Destro, 26 90 pitches, 6 K    | 30 de Abril de 1922    | - Chicago White Sox, 2 Detroit Tigers, 0 - Local: Navin Field, jogo de dia - Público: 25.000 - Tempo: 1:55 h. - Catcher: Ray Schalk - Umpires: - HP: Dick Nallin - 1B: Billy Evans - Box score |
| Don Larsen (NYY) Destro, 27 97 pitches, 7 K           | 8 de Outubro de 1956   | - Brooklyn Dodgers, 0 New York Yankees, 2 - Local: Yankee Stadium, jogo de dia (Jogo 5 da World Series de 1956) - Público: 64.519 - Tempo: 2:06 h. - Catcher: Yogi Berra - Umpires: - HP: Babe Pinelli - 1B: Hank Soar - 2B: Dusty Boggess - 3B: Larry Napp - LF: Tom Gorman - RF: Ed Runge - Box score and play-by-play |
| Jim Bunning (PHI) Destro, 32 90 pitches, 10 K         | 21 de Junho de 1964    | - Philadelphia Phillies, 6 New York Mets, 0 - Local: Shea Stadium, jogo de dia (primeiro doubleheader) - Público: 32.026 - Tempo: 2:19 h. - Catcher: Gus Triandos - Umpires: - HP: Ed Sudol - 1B: Paul Pryor - 2B: Frank Secory - 3B: Ken Burkhart - Box score and play-by-play                                          |
| Sandy Koufax (LAD) Canhoto, 29 113 pitches, 14 K      | 9 de Setembro de 1965  | - Chicago Cubs, 0 Los Angeles Dodgers, 1 - Local: Dodger Stadium, jogo à noite - Público: 29.139 - Tempo: 1:43 h. - Catcher: Jeff Torborg - Umpires: - HP: Ed Vargo - 1B: Chris Pelekoudas - 2B: Bill Jackowski - 3B: Paul Pryor - Box score and play-by-play                                                            |
| Catfish Hunter (OAK) Destro, 22 107 pitches, 11 K     | 8 de Maio de 1968      | - Minnesota Twins, 0 Oakland A's, 4 - Local: Oakland-Alameda County Coliseum, jogo à noite - Público: 6.298 - Tempo: 2:28 h. - Catcher: Jim Pagliaroni - Umpires: - HP: Jerry Neudecker - 1B: Larry Napp - 2B: Al Salerno - 3B: Bill Haller - Box score and play-by-play                                                 |
| Len Barker (CLE) Destro, 25 103 pitches, 11 K         | 15 de Maio de 1981     | - Toronto Blue Jays, 0 Cleveland Indians, 3 - Local: Cleveland Stadium, jogo à noite - Público: 7.290 - Tempo: 2:09 h. - Catcher: Ron Hassey (1) - Umpires: - HP: Rich Garcia - 1B: Greg Kosc - 2B: Don Denkinger - 3B: Jim McKean - Box score and play-by-play                                                          |
| Mike Witt (CAL) Destro, 24 94 pitches, 10 K           | 30 de Setembro de 1984 | - California Angels, 1 Texas Rangers, 0 - Local: Arlington Stadium, jogo de dia - Público: 8.375 - Tempo: 1:49 h. - Catcher: Bob Boone - Umpires: - HP: Greg Kosc - 1B: Ted Hendry - 2B: Drew Coble - 3B: Jim Evans - Box score and play-by-play                                                                         |
| Tom Browning (CIN) Canhoto, 28 100 pitches, 7 K       | 16 de Setembro de 1988 | - Los Angeles Dodgers, 0 Cincinnati Reds, 1 - Local: Riverfront Stadium, jogo à noite - Publico: 16.591 - Tempo: 1:51 h. - Catcher: Jeff Reed - Umpires: - HP: Jim Quick - 1B: Mark Hirschbeck - 2B: John Kibler - 3B: Eric Gregg - Box score and play-by-play                                                           |
| Dennis Martínez (MON) Destro, 36 95 pitches, 5 K      | 28 de Julho de 1991    | - Montreal Expos, 2 Los Angeles Dodgers, 0 - Local: Dodger Stadium, jogo de dia - Público: 45.560 - Tempo: 2:14 h. - Catcher: Ron Hassey (2) - Umpires: - HP: Larry Poncino - 1B: Bruce Froemming - 2B: Dana DeMuth - 3B: Greg Bonin - Box score and play-by-play                                                        |
| Kenny Rogers (TEX) Canhoto, 29 98 pitches, 8 K        | 28 de Julho 1994       | - California Angels, 0 Texas Rangers, 4 - Local: The Ballpark in Arlington, jogo de noite - Público: 46.581 - Tempo: 2:08 h. - Catcher: Iván Rodríguez - Umpires: - HP: Ed Bean - 1B: Don Denkinger - 2B: John Shulock - 3B: Tim Tschida - Box score and play-by-play                                                    |
| David Wells (NYY) Canhoto, 34 120 pitches, 11 K       | 17 de Maio de 1998     | - Minnesota Twins, 0 New York Yankees, 4 - Local: Yankee Stadium, jogo de dia - Público: 49.820 - Tempo: 2:40 h. - Catcher: Jorge Posada - Umpires: - HP: Tim McClelland - 1B: John Hirschbeck - 2B: Rich Garcia - 3B: Mike Reilly - Box score and play-by-play                                                          |
| David Cone (NYY) Destro, 36 88 pitches, 10 K          | 18 de Julho de 1999    | - Montreal Expos, 0 New York Yankees, 6 - Local: Yankee Stadium, jogo de dia - Público: 41.930 - Tempo: 2:16 h. (não incluso um atraso de 33 minutos devido à chuva) - Catcher: Joe Girardi - Umpires: - HP: Ted Barrett - 1B: Larry McCoy - 2B: Jim Evans - 3B: Chuck Meriwether - Box score and play-by-play           |
| Randy Johnson (ARI) Canhoto, 40 117 pitches, 13 K     | 18 de Maio de 2004     | - Arizona Diamondbacks, 2 Atlanta Braves, 0 - Local: Turner Field, jogo à noite - Público: 23.381 - Tempo: 2:13 h. - Catcher: Robby Hammock - Umpires: - HP: Greg Gibson - 1B: Bruce Dreckman - 2B: Gerry Davis - 3B: Larry Poncino - Box score and play-by-play                                                         |
| Mark Buehrle (CHW) Canhoto, 30 116 pitches, 6 K       | 23 de Julho de 2009    | - Tampa Bay Rays, 0 Chicago White Sox, 5 - Local: U.S. Cellular Field, jogo de dia - Público: 28.036 - Tempo: 2:03 h. - Catcher: Ramón Castro - Umpires: - HP: Eric Cooper - 1B: Mike Reilly - 2B: Chuck Meriwether - 3B: Laz Díaz - Box score and play-by-play                                                          |
| Dallas Braden (OAK) Canhoto, 26 109 pitches, 6 K      | 9 de Maio de 2010      | - Tampa Bay Rays, 0 Oakland Athletics, 4 - Local: Oakland-Alameda County Coliseum, jogo de dia - Público: 12.288 - Tempo: 2:07 h. - Catcher: Landon Powell - Umpires: - HP: Jim Wolf - 1B: Derryl Cousins - 2B: Jim Joyce - 3B: Todd Tichenor - Box score and play-by-play                                               |
| Roy Halladay (PHI) Destro, 34 115 pitches, 11 K       | 29 de Maio de 2010     | - Philadelphia Phillies, 1 Florida Marlins, 0 - Local: Sun Life Stadium, jogo à noite - Público: 25.086 - Tempo: 2:13 h. - Catcher: Carlos Ruiz - Umpires: - HP: Mike DiMuro - 1B: Tim Welke - 2B: Jim Reynolds - 3B: Bill Welke - Box score and play-by-play                                                            |
| Philip Humber (CHW) Destro, 29 96 pitches, 9 K        | 21 de Abril de 2012    | - Chicago White Sox, 4 Seattle Mariners, 0 - Local: Safeco Field, jogo de dia - Público: 22.472 - Tempo: 2:17 h. - Catcher: A. J. Pierzynski - Umpires: - HP: Brian Runge - 1B: Marvin Hudson - 2B: Tim McClelland - 3B: Ted Barrett - Box score and play-by-play                                                        |
| Matt Cain (SF) Destro, 27 125 pitches, 14 K           | 13 de Junho de 2012    | - Houston Astros, 0 San Francisco Giants, 10 - Local: AT&T Park, jogo à noite - Público: 42.298 - Tempo: 2:36 h. - Catcher: Buster Posey - Umpires: - HP: Ted Barrett - 1B: Mike Muchlinski - 2B: Angel Campos - 3B: Brian Runge - Box score and play-by-play                                                            |
| Félix Hernández (SEA) Destro, 26 113 arremessos, 12 K | 15 de Agosto de 2012   | - Tampa Bay Rays, 0 Seattle Mariners, 1 - Local: Safeco Field, jogo de dia - Público: 21.889 - Tempo: 2:22 h. - Catcher: John Jaso - Umpires: - HP: Rob Drake - 1B: Joe West - 2B: Sam Holbrook - 3B: Andy Fletcher - Box score and play-by-play                                                                         |
| Domingo Germán (NYY) Destro, 30 99 arremessos, 9 K    | 28 de junho de 2023    | - New York Yankees, 11 Oakland Athletics, 0 - Local: Oakland Coliseum, jogo à noite - Público: 12,479 - Tempo: 2:30 - Catcher: Kyle Higashioka - Umpires: - HP: Edwin Moscoso - 1B: Nate Tomlinson - 2B: Jordan Baker - 3B: Chris Guccione - Box score and play-by-play                                                  |

#### Cy Young
O jogo perfeito de Young fez parte de uma sequência de 24 ou 25⅓ entradas consecutivas sem rebatidas — dependendo se entradas parciais forem inclusas ou não, seja no início ou no fim da sequência. Em qualquer caso, a sequência permanece um recorde. Também faz parte da sequência de 45 entradas consecutivas em que Young não concedeu uma corrida sequer, o que foi na época um recorde. Dos jogos perfeitos devidamemte documentados foi o de mais curta duração com 1 hora e 25 minutos.

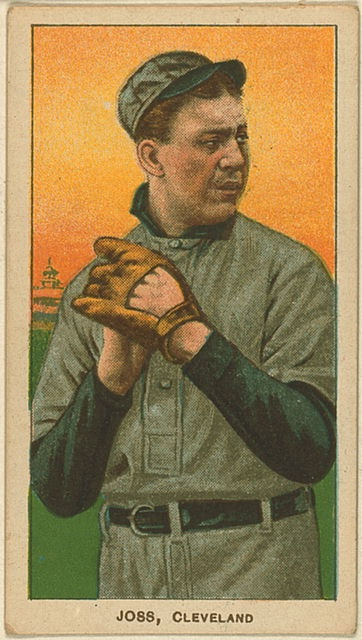
Dos 20 jogos perfeitos cuja contagem de pitches está disponível, Addie Joss foi o mais eficiente com apenas 74 pitches, menos do que três por rebatedor.

#### Addie Joss
O jogo perfeito de Joss foi o que teve mais pressão daqueles conseguidos durante a temporada regular. Com apenas quatro jogos restantes em sua programação, os Naps estavam embolados com os Tigers e os White Sox, os oponentes daquele dia. No outro time, o grande Ed Walsh, conseguiu 15 strikes e concedeu apenas quatro corridas simples. A corrida solitária e imerecida foi conseguida por dois erros (um botched pickoff e um wild pitch). Os Naps terminaram o dia empatados com os Tigers na primeira posição, com os White Sox dois jogos atrás; os Tigers ainda venceriam a Liga. Joss ainda conseguiu um segundo jogo sem rebatidas válidas (no-hitter) contra os White Sox em 1910, fazendo dele e de Tim Lincecum dos San Francisco Giants os únicos arremessadores da Liga a conseguir dois no-hitters contra o mesmo time.

#### Charlie Robertson
O jogo perfeito de Robertson aconteceu em sua quinta aparição como arremessador e quarto início de partida nas grandes ligas. Terminou sua carreira como o que teve menos vitórias e a mais baixa porcentagem de vitórias (49–80, 38.0%) entre todos aqueles que conseguiram um jogo perfeito. Os Tigers, liderados pelo jogador/gerente Ty Cobb, acusou Robertson de aduterar a bola com óleo ou graxa. Em termos de habilidade do time oponente em chegar nas bases, este é estatisticamente o mais improvável dos jogos perfeitos: o time dos Tigers de 1922 tinha uma porcentagem de chegada em bases (on-base percentage ou OBP) de 37.3.

#### Don Larsen
Larsen não sabia que seria o arremessador do Jogo 5 da World Series de 1956 até poucas horas antes do início do jogo. Esta seria seu segundo início de partida na final; durou menos que duas entradas no jogo 2. Os Dodgers tinham a mais alta porcentagem de vitórias em entradas de qualquer time que tenha sofrido um jogo perfeito: 60.4%. A imagem do catcher Yogi Berra pulando nos braços de Larsen depois do strike final é uma das mais famosas na história do beisebol. Os 34 anos de diferença entre os feitos de Robertson e Larsen é o mais longo intervalo entre jogos perfeitos.

#### Jim Bunning
O jogo perfeito de Bunning, conseguido no Dia dos Pais, foi o primeiro da Liga Nacional desde o de Ward, 84 anos antes. Desafiando a superstição que assegura que ninguém deve falar à respeito enquanto o jogo estiver em progresso, Bunning falou com seus colegas de time sobre o jogo perfeito para aliviá-los da pressão.

#### Sandy Koufax

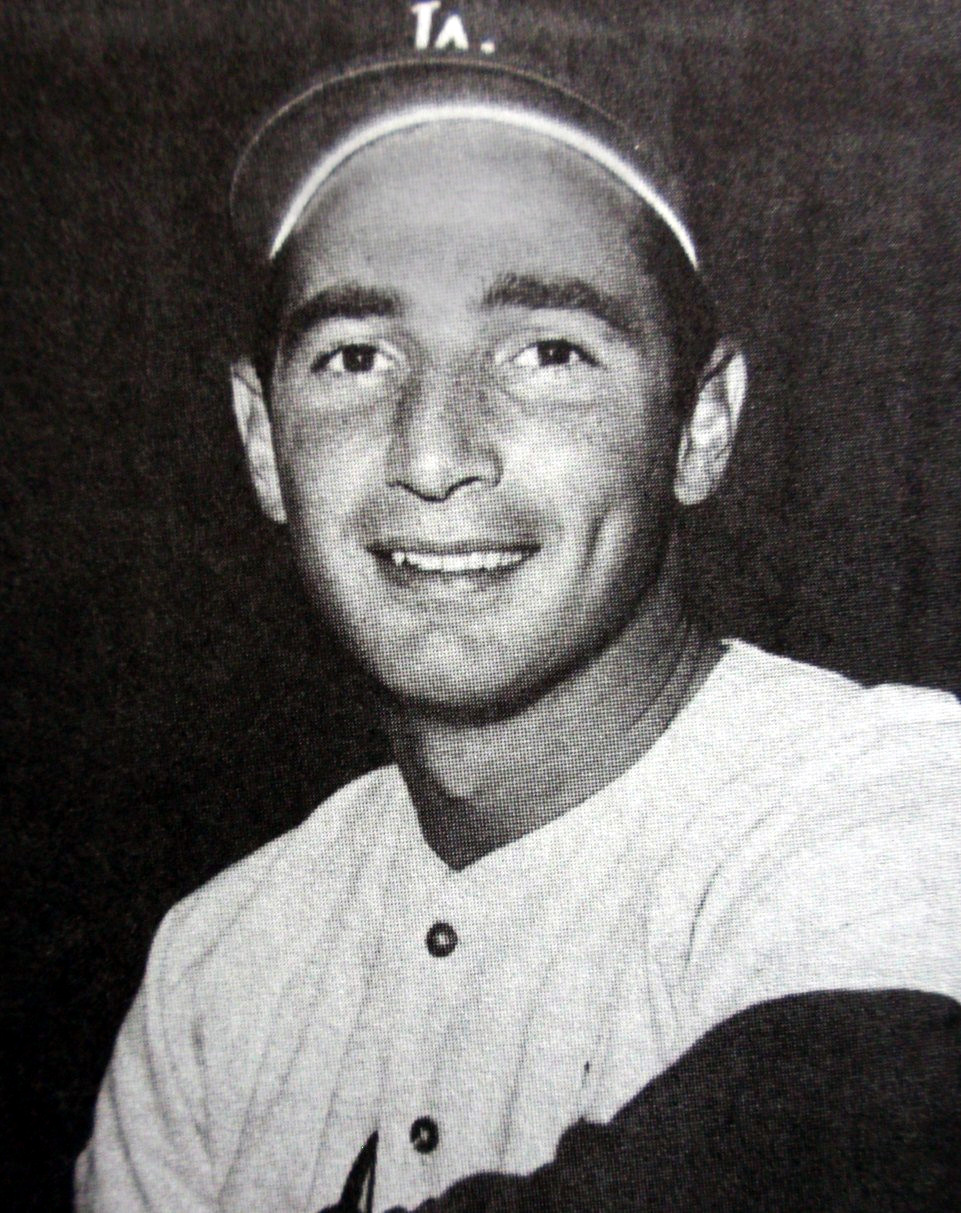
O jogo perfeito de Sandy Koufax foi o último de seus quatro jogos no-hitters, conseguidos em quatro temporadas consecutivas.

O jogo perfeito de Koufax foi o primeiro conseguido em jogo noturno. Ficou próximo de ser um no-hitter duplo, pois o arremessador dos Cubs Bob Hendley concedeu apenas uma corrida, em um erro do jogador de defesa Lou Johnson na sétima entrada que não figura na pontuação. Os Dodgers pontuaram em sua única corrida na quinta entrada: Lou Johnson alcançou a primeira base em um walk, avançou para a segunda em uma rebatida de sacríficio (sacrifice bunt), roubou a terceira e marcou quando o catcher dos Cubs Chris Krug, jogou a bola para longe da terceira base na mesma jogada. O jogo também tem os recordes de menor número de rebatidas de dois times, uma, e o menor número de corredores em base em ambos os times, dois (ambos de Johnson). Os 14 strikeouts de Koufax estão empatados com Matt Cain como maior números de strikeouts alcançado por um arremessador de jogo perfeito.

#### Catfish Hunter
Hunter, um talentoso rebatedor, foi também a estrela em rebatidas em seu jogo perfeito. Conseguiu 3 rebatidas de 4 aparições no bastão com uma dupla e 3 corridas impulsionadas, incluindo uma rebatida simples que impulsionou o corredor para outro ponto na sétima entrada - a melhor performance ofensiva de um arremessador de jogo perfeito. Este foi o primeiro jogo sem rebatedores na história do Oakland Athletics, que tinha, na época,  apenas 25 jogos em seu cartel. Também foi o mais jovem arremessador da era moderna que conseguiu o feito, com 22 anos e 30 dias de idade..

#### Len Barker
O jogo perfeito de Barker foi o primeiro no qual  rebatedores designados foram usados. Barker não alcançou uma contagem de três bolas durante o jogo inteiro. O shortstop do Toronto Alfredo Griffin, que jogou no lado perdedor neste jogo, estava jogando também para os perdedores nos jogos perfeitos de Browning e Martínez. Também jogando no Toronto estava Danny Ainge, que viria à jogar 14 temporadas na National Basketball Association. Todos os 11 strikeouts de Barker vieram de swinging.

#### Mike Witt
O jogo perfeito de Witt aconteceu no último dia da temporada de 1984. Reggie Jackson, que conseguiu a única rebatida válida do jogo na sétima entrada, estava no time vencedor no jogo perfeito de Catfish Hunter. Em 11 de Abril de 1990, Witt, que entrou durante o jogo, conseguiu um jogo no-hitter juntamente com o arremessador Mark Langston para os California Angels.

#### Tom Browning
O jogo perfeito de Browning veio contra o time que viria a ser o campeão da World Series naquele ano, a única vez que isso aconteceu. Um atraso de duas horas e vinte e sete minutos devido à chuva fez com que o jogo começasse aproximadamente às 22:00 h. O right fielder  Paul O'Neil, que jogou no lado ganhador neste jogo, também jogou no time vencedor nos jogos perfeitos dos arremessadores Wells e Cone. Browning, por pouco não se tornou o primeiro arremessador a conseguir dois jogos perfeitos, eliminando os primeiros 24 rebatedores do Phillies antes de sofrer uma rebatida dupla na nona entrada.

#### Dennis Martínez
Martínez, nascido em Granada (Nicarágua), foi o primeiro arremessador da major league nascido fora dos Estados Unidos a conseguir um jogo perfeito. Martínez alcançou apenas uma vez a contagem de três bolas. O arremessador oponente Mike Morgan conseguiu ficar sem rebatidas por cinco entradas completas. Dois dias antes, o arremessador dos Expos Mark Gardner conseguiu ficar ileso por nove entradas contra os Dodgers mas perdeu a chance de alcançar um no-hitter na décima, o que significa que os Expos ficaram muito próximos de um no-hitter e um jogo perfeito na mesma temporada. O catcher de Martínez, Ron Hassey, também seria o catcher no jogo perfeito de Len Barker. Este foi o terceiro jogo perfeito contra os Brooklyn/Los Angeles Dodgers, se juntando àqueles de Larsen e Browning; os únicos outros times que perderam mais de uma vez por jogo perfeito foram os Twins (Hunter e Wells) e os Rays (Buehrle, Hernandez e Braden).

#### Kenny Rogers
Rogers foi muito ajudado na fantástica jogada do center fielder Rusty Greer na rebatida de Rex Hudler, na nona entrada. A performance de Rogers contra os Angels veio 10 temporadas após o jogo perfeito de Witt contra os Rangers. Os Angels e os Rangers são os únicos times da Major League a conseguir jogos perfeitos um contra o outro.
O juíz do home plate, um substituto vindo das ligas menores, Ed Bean, estava trabalhando em seu 29º jogo na Major League e sétimo atrás do plate. Bean, que estava substituindo um veterano de 17 anos, Ken Kaiser, atuou apenas mais sete vezes em jogos da MLB após a atuação de Rogers.

#### David Wells
Wells estudou na mesma escola que outro arremessador de jogo perfeito, Don Larsen: Point Loma High School, San Diego, California. Ambos gostavam da vida noturna. Casey Stengel disse uma vez sobre Larsen: "A única coisa que ele tem medo é de dormir." Wells afirma que estava "meio bêbado" e sofrendo de uma "ressaca de chocalhar a cabeça" durante seu jogo perfeito. O jogo perfeito de Wells fez parte da sequência de 38 rebatedores vencidos (12 à 23 Maio de 1998), recorde da American League até 2007. Dos jogos perfeitos devidamente documentados, foi o mais longo com 2 horas e 40 minutos de duração.

#### David Cone
O jogo perfeito de Cone ocorreu no dia dedicado à Yogi Berra. Don Larsen lançou o primeiro arremesso cerimonial para Berra, que tinha sido seu  catcher no jogo perfeito da World Series de 1956. Enquanto o jogo avançava, as câmeras de televisão mostravam Larsen, o único arremessador de jogo perfeito à testemunhar publicamente outro jogo perfeito. Nenhum jogador dos Expos conseguiu alcançar a contagem de 3 bolas.  O jogo perfeito de Cone, até o momento foi o único da temporada regular a ser interrompido por 33 minutos devido à chuva. Seguindo o jogo perfeito de seu companheiro de time, Wells, na temporada anterior, este também representa a única vez que um jogo perfeito foi alcançado sucessivamente pelo mesmo time. Este foi o terceiro jogo perfeito na história dos Yankees; os Indians (Joss e Barker), White Sox (Robertson, Buehrle e  Humber), A's (Hunter e Braden) e os Phillies (Bunning e Halladay) são os outros times que tem mais do que um jogo perfeito.

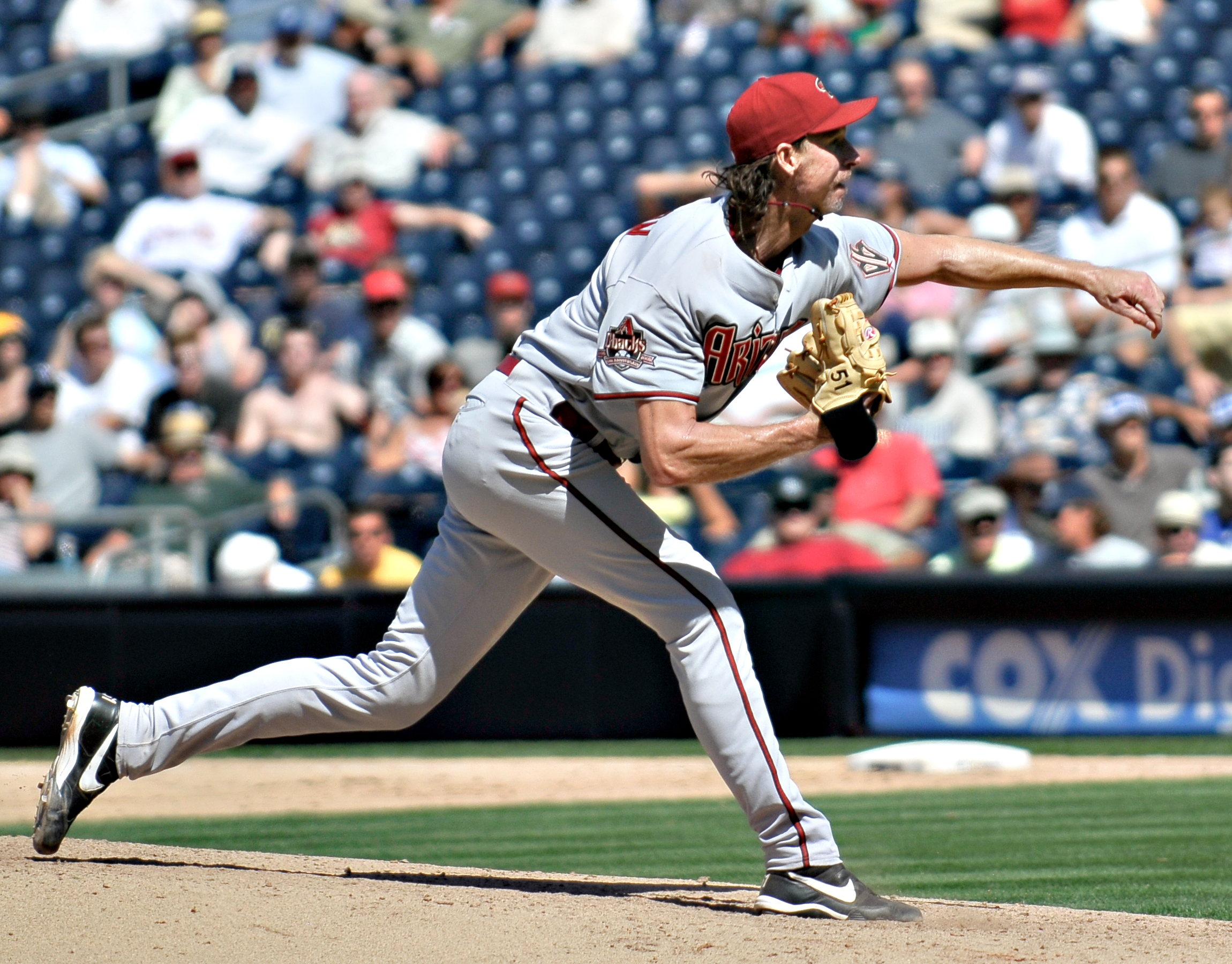
Em 2004, Randy Johnson, jogando pelo Arizona Diamondbacks, se tornou o mais velho arremessador a conseguir um jogo perfeito.

#### Randy Johnson
Johnson conseguiu seu jogo perfeito com 40 anos e 256 dias, se tornando o arremessador mais velho a alcançar o feito. O antigo dono da marca, Cy Young, o conseguiu com 37 anos e 37 dias. Johnson é também o mais alto arremessador de jogo perfeito, com altura de 2,08 m., ultrapassando Mike Witt por 9 centímetros. Dos 20 times que sofreram um jogo perfeito, os Atlanta Braves de 2004 tem o segundo mais alto OBP (34,3%) e estão empatados no segundo mais alto em porcentagem de vitórias (59,3%). Em contraste, os Arizona Diamondbacks de 2004 tiveram a pior porcentagem de vitórias (31,5%) de qualquer time a conseguir um jogo perfeito.

#### Mark Buehrle
Buehrle foi assistido por uma dramática pegada de bola pelo center fielder DeWayne Wise e tirou um home run de Gabe Kapler; Wise tinha acabado de entrar no jogo antes de Kapler ir para o bastão. Este foi o primeiro jogo perfeito da major league onde um arremessador e o catcher estavam na mesma bateria pela primeira vez; Ramón Castro tinha sido adquirido dos White Sox há menos de dois meses. Este também foi o primeiro jogo perfeito a ter um grand slam por Josh Field na segunda parte da segunda entrada. O umpire Eric Cooper, que dirigiu o jogo, tinha estado no jogo no-hitter (sem rebatedores) de Buehrle. Em 28 de Julho, Buehrle conseguiu mais um jogo perfeito com 5 e 2/3 entradas e anotando o recorde da major league de rebatedores consecutivos eliminados com 45 (inclui o rebatedor final que ele encarou no jogo que antecedeu seu jogo perfeito). Este recorde foi quebrado por Yusmeiro Petit dos San Francisco Giants em 2014 com 46

#### Dallas Braden
O jogo perfeito de Braden, jogado no Dia das Mães, foi o primeiro jogo completo de sua carreira. Foi a primeira vez que um jogo perfeito foi jogado contra o time com o melhor cartel da época; naquele jogo o cartel dos Rays era 22 (vitórias) – 8 (derrotas). Os Rays de 2010 estão empatados na segunda mais alta porcentagem de vitorias (59,3%) de qualquer time que sofreu um jogo perfeito. O jogo perfeito prévio da MLB tinha também sido jogado contra os Rays, os fazendo o segundo time a sofrer sucessivos jogos perfeitos (o primeiro foi os Dodgers em 1988 e 1991). Este jogo veio 290 dias depois do jogo de  Buehrle, na época o menor período entre jogos perfeitos - um fato que duraria apenas três semanas até o jogo de Halladay.

#### Roy Halladay
Halladay foi o arremessador do segundo jogo perfeito da temporada de 2010, 20 dias após o jogo de Braden; o período mais curto entre jogos perfeitos da era moderna. O jogo perfeito de Mark Buehrle tinha acontecido 10 meses antes, fazendo com que, pela primeira vez, três jogos perfeitos acontecessem em um período de um ano. Sete rebatedores atingiram a marca de três bolas contra  Halladay. Halladay também conseguiu um jogo no-hitter no jogo 1 da série da National League com os Phillies em 2010 contra o Cincinnati Reds, se tornando o único arremessador de jogo perfeito a conseguir também um no-hitter na mesma temporada, e o quinto com dois no-hitters. Halladay é o segundo arremessador a conseguir um jogo perfeito e vencer o Cy Young Award na mesma temporada; Sandy Koufax conseguiu tal façanha em 1965.

#### Philip Humber
Em 21 de Abril de 2012, Philip Humber do Chicago White Sox arremessou o terceiro jogo perfeito da história do White Sox. O último eliminado de Humber veio após uma contagem completa (3-2) e um swing contido de Brendan Ryan. No lance o catcher A.J. Pierzynski soltou a bola arremessada. Enquanto Ryan discutia com o árbitro Brian Runge sobre sua decisão, Pierzynski arremessou a bola para a primeira base e eliminou Ryan. Assim como Braden, o jogo perfeito de Humber foi o primeiro jogo completo de sua carreira. O White Sox se tornou a segunda franquia a conseguir três jogos perfeitos, se juntando ao Yankees.

#### Matt Cain
Em 13 de Junho de 2012, Matt Cain do San Francisco Giants foi o arremessador do primeiro jogo perfeito na história dos Giants, o segundo da temporada de 2012 e o 22º na história da MLB. Joaquín Árias fez a última jogada, eliminando Jason Castro em bola rasteira (1-2). Buster Posey foi o receptor. Cain computou 14 strikeouts, empatando com Sandy Koufax com o maior número de strikeouts em um jogo perfeito. Cain foi ajudado em uma dramática captura de bola na parede por Melky Cabrera na 6ª entrada e um mergulho de Gregor Blanco na 7ª. Nesta vitória, os Giants marcaram 10 corridas, fazendo deste o segundo maior placar em jogos perfeitos.

#### Félix Hernández
Em 15 de Agosto de 2012, Félix Hernández do Seattle Mariners conseguiu o 23º jogo perfeito da história da MLB (e o primeiro em Agosto) contra o Tampa Bay Rays. Este foi o primeiro jogo perfeito da história dos Mariners, e o quarto no-hitter da franquia. A performance de Hernandez foi destacada pelos 12 strikeouts e um recorde em sua carreira de 26 strikes em swinging. Em uma entrevista imediatamente após o último eliminado, Hernandez disse que começou a pensar na possibilidade de um jogo perfeito na segunda entrada. Foi a terceira vez nas quatro últimas temporadas em que o Tampa Bay perdeu por um jogo perfeito. Quatro jogadores dos Rays — Evan Longoria,  Carlos Peña, B.J. Upton e Ben Zobrist — se juntaram a Alfredo Griffin em ter perdido em três jogos perfeitos; todos quatro jogadores participaram na derrota para Buehrle e Braden.

#### Domingo Germán
Em 28 de junho de 2023, Domingo Germán do New York Yankees arremessou o 24º jogo perfeito na história da MLB contra o   Oakland Athletics. Foi o quarto jogo perfeito dos Yankees e o 13º no-hitter na história da franquia. O Yankees anotou 11 corridas, o que estabeleceu um novo recorde de mais alto placar em um jogo perfeito. Germán se tornou o primeiro jogador dominicano a arremessar um jogo perfeito.

## Jogos perfeitos não oficiais

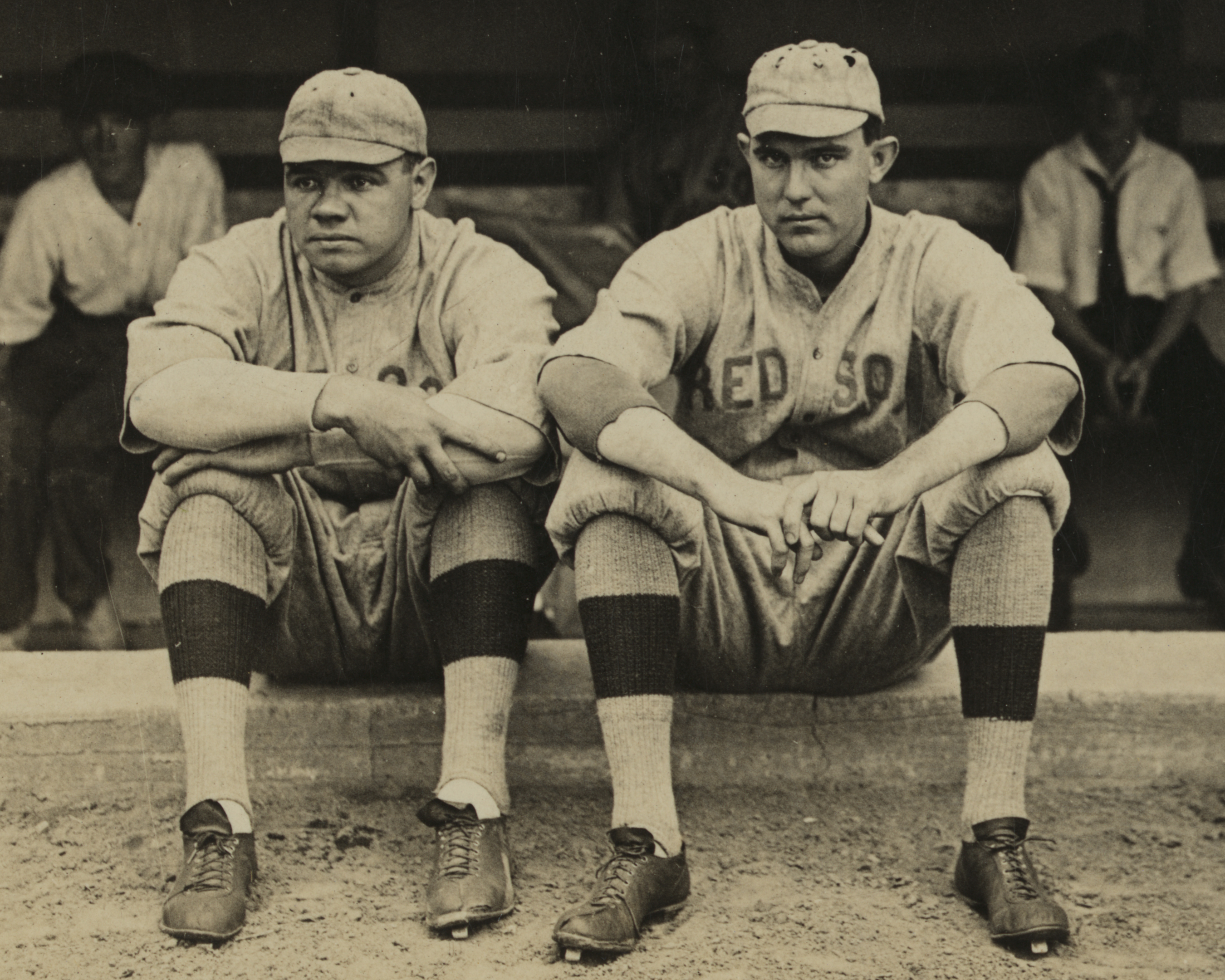
Os arremessadores do Boston Red Sox Babe Ruth e Ernie Shore. Em um jogo de 1917, Ruth foi expulso após conceder um walk ao primeiro rebatedor. Shore o substituiu, eliminando o corredor em base e completando o jogo sem permitir outra corrida.

### Nove ou mais entradas consecutivas de perfeição

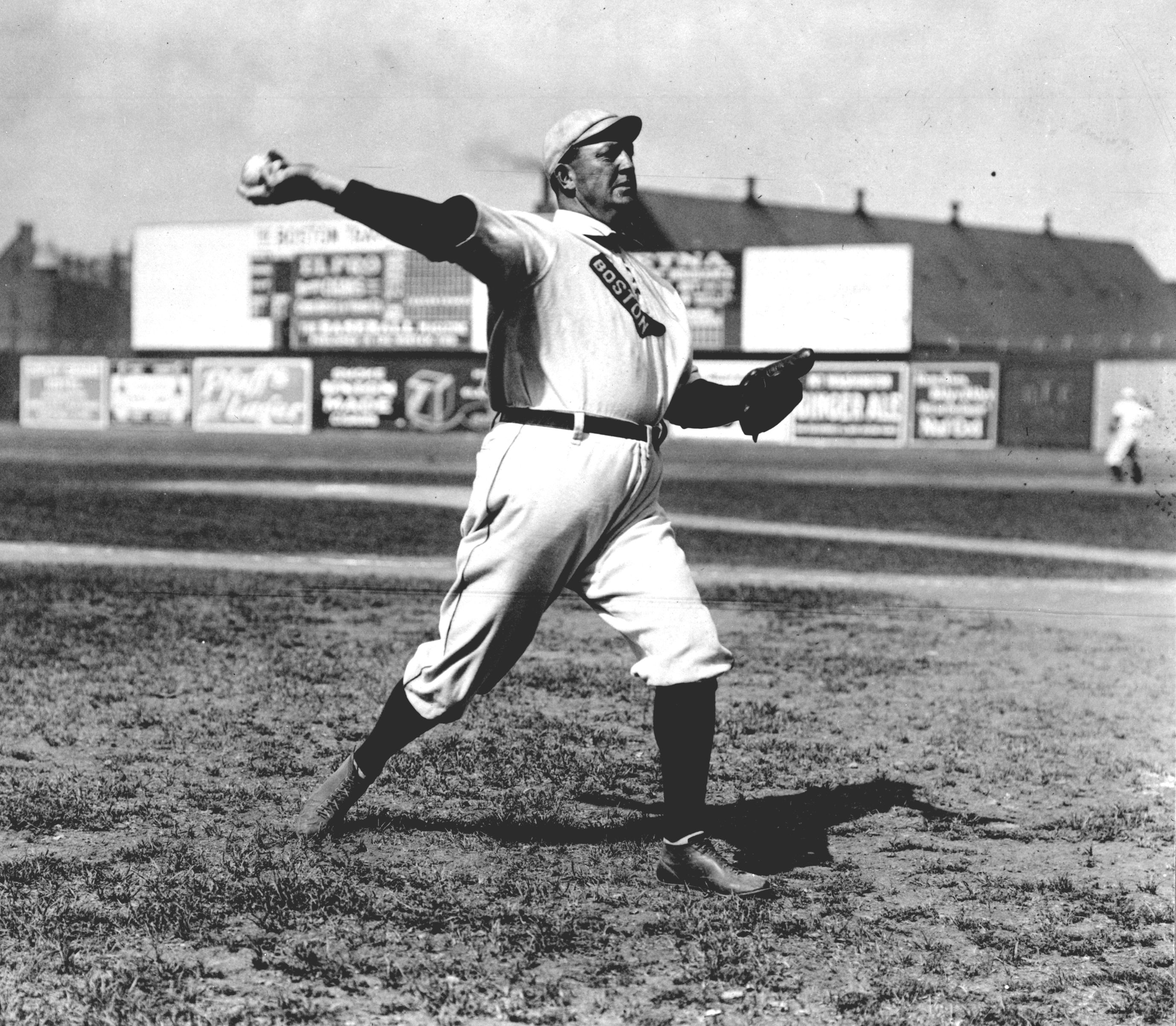
Cy Young, primeiro arremessador de um jogo perfeito da era moderna. Seu jogo no-hitter de 1908 foi parecido com o jogo de Ruth–Shore em 1917: um walk, um jogador pego roubando base e perfeito pelo resto do jogo.